# Postvägen Malung–Lisskogsåsen
Postvägen är en vandringsled i tiomilaskogen, mellan Malung och Lisskogsåsen. Leden har tidigare använts av brevbärare.

## Historik
Vägen användes till och med 1907, av postverket, för att transportera post mellan Malung och Lisskogsåsen, och berg som låg runtomkring Lisskogsåsen. Brevbäraren utgick varje söndag morgon från Malungs centrum (som vid denna tid låg i närheten av Malungs kyrka) och återvände varje måndag morgon, efter en övernattning i Lisskogsåsen. Brevbäraren fick bära högst 30 kg. 
Det var bestämda tider när brevbäraren skulle vara framme, detta för att folket från fäbodarna på de kringliggande bergen skulle veta när det var dags att gå till Lisskogsåsen för att hämta sin post. Bl.a. kom folket från fäboden på Granberget till Lisskogsåsen för att hämta sina brev. Det hände ibland att det fanns post till de boende i Östra Näsberget, och brevbäraren fortsatte då från Lisskogsåsen, och vände sedan tillbaka till Lisskogsåsen, där det fanns en övernattningsstuga. På morgonen dagen efter, begav han sig tillbaka till Malung igen.
Förutom målet Lisskogsåsen passerar vägen även några andra fäbodar, bl.a. Hoppnäsets fäbod.
Idag är vägen utmarkerad. Man kan börja i Lisskogsåsen, eller i Tällbyn strax utanför centrala Malung. Tydliga skyltar anger att det är Postvägen som startar, även på ställen där små allmänna grusvägar korsar leden.